# 国章

ベトナムの国章

ウガンダの国章

ベネズエラの国章

国章（こくしょう）は、国家を象徴する紋章や徽章のこと。国徽とも。一般に国旗よりもデザインが複雑なため、その国の風土、歴史、文化などが象徴的に表現され、その国を理解する上で国旗よりも多くの情報を読み取ることができる。
なお、日本語では、広義には国旗を含めたものを国章と呼称することもある。例えば、日本の刑法（明治40年法律第45号）第92条の「外国に対して侮辱を加える目的で、その国の国旗その他の国章を損壊し、除去し、又は汚損した者は、二年以下の懲役又は二十万円以下の罰金に処する。」などである。本記事では、国旗を含めない狭義の国章について記述する。

## 概要
イギリスのライオンとユニコーン、ドイツやオーストリアのワシなど、その国にゆかりがある動植物が国章として使用されていることが多い。架空の動物としてはイギリスのユニコーンやロシアなどの双頭の鷲など、絶滅動物としてはモーリシャスのドードーが採用されている。社会主義国は旧ソ連の例に倣い、穀物の穂や太陽、地球、鎌と槌など「労働者と農民の団結」を示すものを国章とすることが多い。また、イスラム諸国ではトルコ、アルジェリアやシンガポールのようにイスラムの象徴である三日月と星を国章に使用している国もある。（ただしイタリアや中華人民共和国など、イスラム教とは関係なく星を国章のデザインに取り入れている国も多い）。ちなみに、エチオピアの国章に見られるソロモンの封印（五芒星型、呪術による符号）やイスラエルの国旗に見られるダビデの星（六芒星型、ユダヤのシンボル）は厳密に言うと「星」ではない。
法律で国章を定めていない国としては、日本（天皇の家紋であり、皇室の紋章である十六八重表菊が、慣例的に国章に準じて扱われる）、フランス（ユリ、ニワトリ、マリアンヌなどが国章の代わりに使用されている）、アメリカ合衆国（国璽のカラー版が国章の代わりに使用されている）、トルコ（国旗と同じ三日月と星が国章の代わりに使用されている）などがある。イギリスも王室の紋章が国章となったもので、日本でいうと「皇室の菊花紋が正式に国章となった」のに等しい状態である。

## 紋章

### 政府の紋章
各国では政府首班の紋章やロゴを使用している。日本の場合、五七桐花紋を、政府・内閣総理大臣・内閣府が事実上の紋章として使用している。アメリカ合衆国大統領は国章と同様のハクトウワシの紋章を使用している。フランス政府は、マリアンヌと三色旗を意匠化したロゴマークを政府公報で使用している。

### 州・自治体の紋章
州の国章ともいえる州章などが存在する。日本の一部の自治体でも県章など自治体の紋章が制定されている。

## 国章などの商標利用禁止
工業所有権の保護に関するパリ条約では国章やそれに準じる記章の商標等としての利用が禁じられている。